# Butabogár
A butabogár (Pentodon idiota) a rovarok (Insecta) osztályának bogarak (Coleoptera) rendjébe, ezen belül a mindenevő bogarak (Polyphaga) alrendjébe és a ganajtúrófélék (Scarabaeidae) családjába tartozó faj.
Az óriásbogárformák alcsaládjának kisebbik magyarországi képviselője, az orrszarvúbogár egyetlen hazai rokona. Laza talajú, homokos, löszös síkvidéki területek jellemző bogara.

## Elterjedése
Pontusi elterjedésű faj. A laza talajokat kedveli, így megtalálható lösz, homok, szikes és feketeföld talajú száraz, fátlan területeken, illetve folyó- és tengerpartokon. Elterjedési területe magában foglalja a Fekete- és az Azovi-tenger partját, Oroszország és Ukrajna alföldi jellegű területeit, a Kaukázus szárazabb régióit, Európa nyílt, csapadékszegény területeit Kelet-Ausztriától a Balkánon át Törökországig. A törzsalaktól (Pentodon idiota idiota) földrajzilag erősen elkülönülten,  Dél-Európa és Észak-Afrika nyugati részén a Pentodon idiota memnon nevű alfaja él.
Magyarországon a síkvidékeken, laza- és középkötött talajon szórványosan sokfelé előfordul. Nagyvárosokban (Debrecen, Budapest: Óbuda, Csepel-sziget) is élnek jelentős populációi.
Gyűjtési adatai áprilistól júliusig vannak.

## Megjelenése

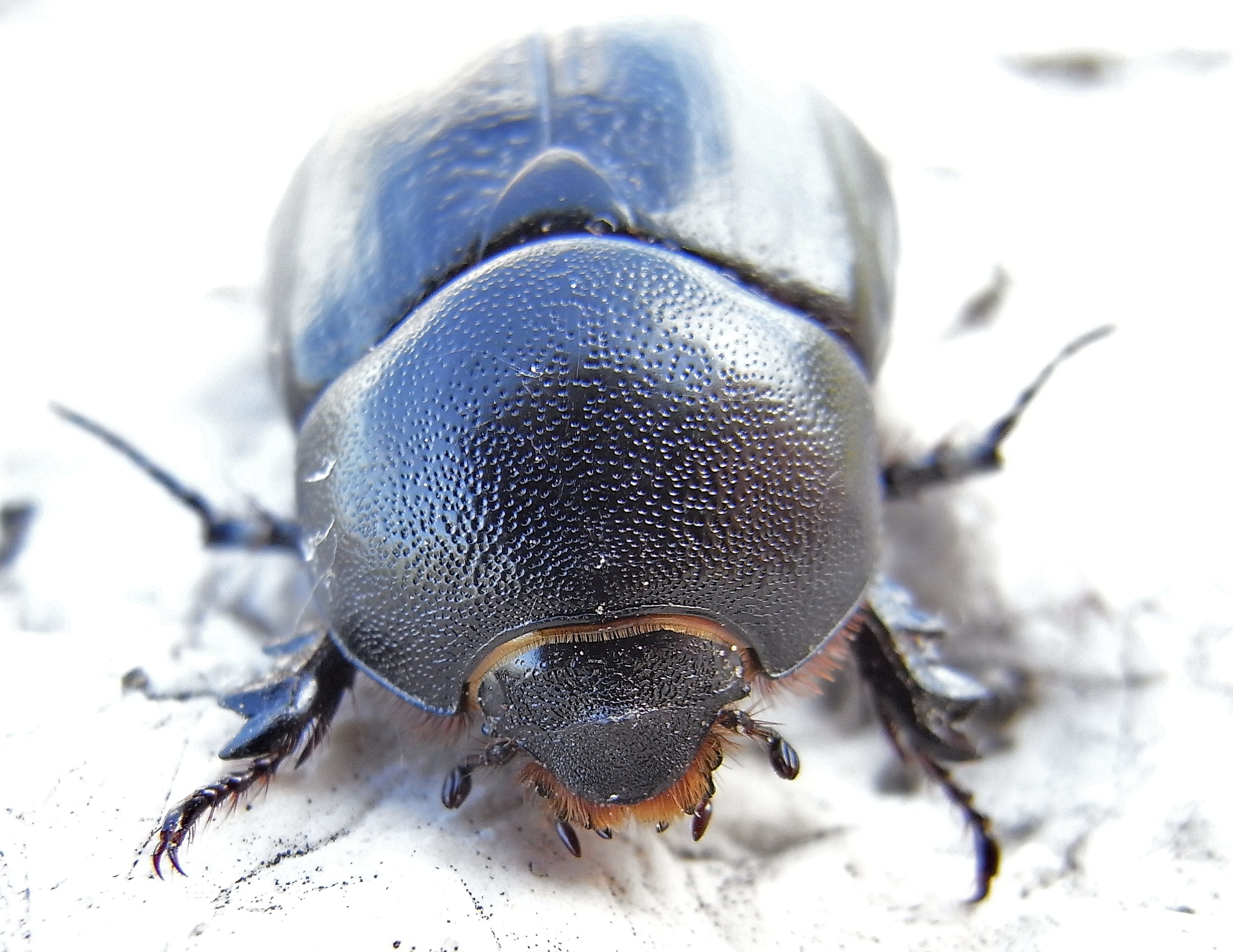
Butabogár elölnézetben

A butabogár 17–24 mm nagyságú, zömök, ovális testű rovar. Színe egynemű fekete. A két ivar közt nincs olyan szembeötlő eltérés, mint az orrszarvúbogár esetén. Az alcsaládban sokszor előforduló szarv ezen fajnál nem található meg, helyette mindkét ivarnál a fej homlokvarratán egy kis méretű, hegyes bütyök van. Feje sűrűn pontozott. Csápja 10 ízű, három utolsó íze elkülönült legyezőt alkot. Előtora egyenletesen boltosodó, csak a tövén nem szegélyezett. Szárnyfedői hátrafelé kissé kiszélesednek, finoman pontozottak, rajtuk 4, kettős pontsor húzódik. Hátulsó lábszárának vége lemetszett, ujjszerű nyúlványok nincsenek rajta.

## Életmódja
Míg az óriásbogárformák nagy részének lárvái elhalt fában élnek, a butabogár - és a fajokban igen gazdag Pentodontini nemzetség valamennyi tagja -  talajlakó. A nőstények nyár elején a földbe rakják le tojásaikat 3-4-es csoportokban. A tojásokból egy hónap múltán kelnek ki a lárvák (pajorok), melyek a talajban található növényi maradványokkal, gyökerekkel táplálkoznak. A 40–62 mm-esre is megnövő lárvák kétszer telelnek át, a második nyár végén bebábozódáshoz 15 cm mélyen bábkamrát készítenek. A bábállapot általában 2 hétig tart, az imágók már augusztusban kikelnek, de következő tavaszig még a bábbölcsőben maradnak.
Az imágók rajzása májusban kezdődik, és a párzás után a többségük hamarosan el is pusztul. A bogarak főleg nappal aktívak, de éjszaka lámpára is repülnek.
A butabogarat Ukrajnában és Oroszországban a gabona- és kukoricavetések kártevőjének tekintik. Kártételét régebben Magyarországon is megfigyelték, főleg a Tiszántúlon, ahol alkalmanként ma is tömegesen fordul elő.